# Dokuro (ゲーム)
『Dokuro』（ドクロ）は、ガンホー・オンライン・エンターテイメントまたはSEモバイル・アンド・オンラインが発売したアクションパズルゲーム。PlayStation Vita、iOS、Android、Steam、Nintendo Switch向けに配信されている。

## 概要
子供向け絵本のようなタッチで描かれたファンタジー世界を舞台とし、心優しい骸骨「ドクロ」が魔王に囚われた姫の逃走を手助けする物語。姫から姿が見えないドクロの姿と、ドクロが変身した王子の姿「イケメン」の状態を切り替えながら、自動で歩く姫をゴールへ導いていく。本作は「骨太ギミックアクション」とのキャッチコピーが掲げられ、序盤を除き難易度の高い作りになっている。
本作のディレクターは、コーエーテクモゲームスの社内開発チーム「Team NINJA」の一員として『NINJA GAIDEN Σ』等に携わった風間紀明が務めている。当時子供が生まれたばかりの風間が書店の児童書コーナーに足を運ぶ中でそのアートスタイルに触発され、本作開発のきっかけにつながった。

## 登場人物
ドクロ (Dokuro)
魔王の配下。姫からは姿が見えない。魔法の薬の力により、王子の姿「イケメン」に変身する。
ドクロの状態では敵を攻撃してもダメージを与えられない。一方で、ジャンプ中にもう一度ジャンプする二段ジャンプが可能。
イケメンの状態では攻撃により敵にダメージを与えることができる。また、姫を抱きかかえる「お姫様だっこ」により低い段差を共に移動できる。
姫 (Princess)
とある王国の姫。魔王城に囚われていたが脱出を試みる。
前述のように姫は基本的に自動で歩き続け、段差などの行き止まり部分で停止する。
魔王 (Dark Lord)
魔族の王。姫を誘拐し結婚をもくろむ。

## セーブデータの引き継ぎ
PS Vita版では、当初、体験版のセーブデータを製品版に引き継ぎ可能とされたが、PS Vitaカード版ではセーブデータをPS Vitaカードに記録するため、メモリーカードは不要でセーブデータの引き継ぎはできない（パッケージにメモリーカードが必要と記されているがこれは誤りで、ダウンロード版では引継ぎ可能）。

## 開発
企画の初期段階では騎士が主人公だったが、ディレクターの風間は凡庸さを感じていた。そうした中、デザイナーが魔王の手下として描いた骸骨の絵を見た風間が「このキャラクターが主人公ならば面白いのでは」と考えて主人公をドクロに変更し、騎士とドクロの姿を切り替えるゲームとして開発が進められた。
絵本のような作風にし国籍に囚われない表現をしたいという考えから、ゲーム内では音やセリフを限定的に用いている。また、物語への没入感を重視する観点から、一般の同種ゲームのようなステージクリア後の結果画面は表示せず、途切れなく次のステージが始まる作りにしている。
開発当初はダウンロードコンテンツの配信を計画していたが、絵本のように一つの作品の中で完結させたいとの考えから、別々に販売せず製品版に全て含める方針を決めた。

## 評価
IGNは本作の評価を8.8点とし、「『Dokuro』はびっくりするほどグラフィックが美しく、ゲームとしても楽しく遊べる内容になっており、全てのVitaオーナーにとっては手放せない逸品だ」と評した。Joystiqも「骨ばったパッケージとは裏腹に、『Dokuro』は作り手の愛を受け、まるでその中に魂が込められたような感じを我々に味わわせた」とし、5点満点中4点とした。
二者とは対照的にGame Informerは本作について否定的な評価をしており、「許されざる性質、ゲームバランスが不安定、その上パズルが単調なため、『Dokuro』を続ける気になれず、レビューを書くのも嫌だ。あっと言わせるようなパズルがほとんどなく、やっていて退屈といら立ちが募った。ドクロほど姫を助けたいという気持ちが起きなかった。」と評した。